# 交響曲第69番 (ハイドン)

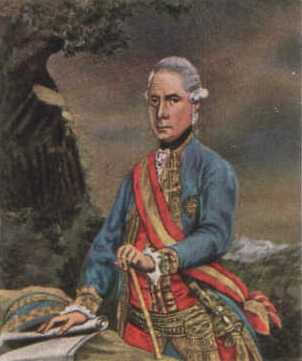
交響曲第69番の愛称の由来となったエルンスト・ギデオン・フォン・ラウドン将軍の肖像画

交響曲第69番 ハ長調 Hob. I:69 は、フランツ・ヨーゼフ・ハイドンが1775年から76年頃に作曲した交響曲。『ラウドン将軍』（あるいは『ラウドン』、Laudon）の愛称で知られる。

## 愛称の由来
愛称の『ラウドン将軍』とは、七年戦争でオーストリアを優勢に導いたエルンスト・ギデオン・フォン・ラウドン将軍を指す。この愛称はウィーンの出版社であるアルタリア社が、1784年にヴァイオリン・クラヴィーア用の編曲譜を出版したときに加えたものであるが、ハイドンはこの愛称を承認していた。ハイドンはアルタリア社宛ての手紙の中で「フィナーレの第4楽章はピアノでは演奏不可能で、楽譜に含める必要はないと思います。“ラウドン”の名は10のフィナーレよりも販売に役立つでしょう」と書いている。

## 楽器編成
オーボエ2、ファゴット2、ホルン2、トランペット2、ティンパニ、弦五部。 

## 曲の構成
全4楽章、演奏時間は約25分。トランペットとティンパニを含む明るく賑やかな作品であり、ハイドンの交響曲の中では比較的単純である。
- 第1楽章 ヴィヴァーチェ
ハ長調、2分の2拍子、ソナタ形式。
お使いのブラウザーでは、音声再生がサポートされていません。音声ファイルをダウンロードをお試しください。
明るく祝祭的な音楽で、第1主題は同じ調性で書かれた第48番『マリア・テレジア』によく似ている。

- 第2楽章 ウン・ポコ ・アダージョ・ピウ・トスト・アンダンテ
ヘ長調、4分の3拍子、ソナタ形式。
お使いのブラウザーでは、音声再生がサポートされていません。音声ファイルをダウンロードをお試しください。
トランペットとティンパニは休み、弱音器をつけたヴァイオリンが繊細な旋律を奏でる。賑やかな他の楽章との対比をなす。

- 第3楽章 メヌエット - トリオ
ハ長調、4分の3拍子。
お使いのブラウザーでは、音声再生がサポートされていません。音声ファイルをダウンロードをお試しください。
お使いのブラウザーでは、音声再生がサポートされていません。音声ファイルをダウンロードをお試しください。
曲の途中で3拍目にアクセントが置かれる箇所がある。トリオはオーボエとヴァイオリンがユニゾンで旋律を奏でる。

- 第4楽章 フィナーレ：プレスト
ハ長調、4分の2拍子、ロンドソナタ形式[3]。
お使いのブラウザーでは、音声再生がサポートされていません。音声ファイルをダウンロードをお試しください。
弦楽器で始まり、トランペットとティンパニが軍楽風の音楽を加える。途中で短調に転じ、激しく展開する。